# 瑞珠卷管螺
瑞珠卷管螺（学名：Brachytoma kurodai），是新腹足目卷管螺科Brachytoma属的一种。主要分布于台湾，常栖息在泥沙质海底。
有意見認為該物種與是同一物種。